# U21-världsmästerskapet i handboll för herrar 1991
U21-världsmästerskapet i handboll för herrar 1991 var den åttonde upplagan av U21-VM i handboll på herrsidan och spelades i Grekland från den 4 till 13 september 1991. Världsmästare blev Jugoslavien, som i finalen besegrade Sverige med 27–16.

## Medaljörer
| Guld | Silver | Brons         |
| --- | --- | ------------- |
| Jugoslavien1. Amed Kocic 12. Dejan Perić 16. Gojko Vučinić 2. Vladan Matic 3. Mirko Susic 4. Dragan Zurnioc 5. Vladimir Stanojević 6. Rastko Stefanovič 7. Nenad Peruničić 8. Nedeljko Jovanović 9. Goran Stupar 10. Dušan Novokmet 11. Vladimir Gneticanin 13. Aleksandar Blagojević 14. Vladimir Vojvodić 15. Božidar JovićFörbundskapten: Azenaol Osmancevic | Sverige1. Anders Bengtsson 12. Niclas Gonzales 16. Anders Lindqvist 2. Patrik Holmström 3. Henrik Andersson 4. Urban Wangel 5. Torbjörn Carlsson 6. Anders Tranberg 7. Stefan Jangmo 8. Momilou Flemister 9. Magnus Weberg 10. Niklas Simonsson 13. Fredrik Simonsson 14. Andreas Nilsson 15. Tomas BerntssonFörbundskapten: Ingemar Eriksson | Sovjetunionen |